# Carl Gunther Schweitzer
Carl Gunther Schweitzer (* 21. Dezember 1889 in Charlottenburg; † 20. Juni 1965 in Bonn) war ein deutscher evangelisch-lutherischer Theologe.

## Leben
Schweitzer wurde als Sohn jüdischer Kaufleute im damals noch selbständigen Charlottenburg bei Berlin geboren. 1892 ließen die Eltern ihren Sohn taufen. Von seiner jüdischen Abkunft erfuhr der Sohn erst im Alter von 12 Jahren, als sich seine Eltern ebenfalls taufen ließen. Geprägt durch seinen Konfirmandenunterricht bei Hermann Freiherr von Soden studierte er in Tübingen, Halle (Saale), Bonn, Erlangen und Berlin Evangelische Theologie. In Halle wurde er Mitglied des Hallenser Wingolf. Dort stieß er auf Helmuth Schreiner, mit dem ihn fortan eine lebenslange Freundschaft verband. Auch mit seinem Bundesbruder Paul Tillich war er freundschaftlich verbunden. Wichtige theologische Lehrer waren in Tübingen Adolf Schlatter, in Halle Martin Kähler, in Erlangen Friedrich Brunstäd und in Berlin Reinhold Seeberg. Durch die beiden letzteren wurde Schweitzer nach eigenen Angaben vom eher liberalen zu einem lutherischen Theologen. 1914 meldete er sich als Kriegsfreiwilliger und wurde im Krieg schwer verwundet.
Nach der Ordination wurde Schweitzer Pfarrer in Butterfelde, wechselte aber bereits 1919 an die Garnisonkirche in Potsdam. 1921 wurde er mit einer von Brunstäd betreuten Arbeit über Bismarcks äußere Politik und sein Christentum zum Dr. phil. promoviert. Noch im gleichen Jahr gründete er die Apologetische Centrale für Weltanschauungsfragen beim Central-Ausschuss der Inneren Mission unter Führung von Reinhold Seeberg, deren Leiter er bis 1932 war. Gemeinsam mit Walter Künneth, der 1932 sein Nachfolger wurde, gab er die Zeitschrift Wort und Tat sowie weitere Publikationen heraus, mit Fritz Künkel die Zeitschrift Arzt und Seelsorger. Im Johannesstift in Berlin-Spandau, wo seit 1926 die Apologetische Centrale untergebracht war, übte er daneben eine umfangreiche Lehrtätigkeit aus.
Darüber hinaus gehörte Schweitzer 1926 zu den Unterzeichnern des Berneuchener Buches. Damit war er Teil der Berneuchener Bewegung, die sich für eine geistliche Erneuerung der evangelischen Kirchen durch Feier des Gottesdienstes in Form der evangelischen Messe, Stundengebete, tägliche Lesung der Heiligen Schrift, Meditation und kommunitärem Leben einsetzte.
Im Jahre 1931 wurde ihm die Ehrendoktorwürde der Universität Rostock verliehen. 1932 wurde er Superintendent in Wustermark.
Im September 1933 war er einer der Mitbegründer des Pfarrernotbundes, der sich den Deutschen Christen entgegenstellte. Seine jüdische Abkunft und sein Engagement in der aus dem Pfarrernotbund hervorgegangenen Bekennenden Kirche führten im Januar 1934 zu seiner Amtsenthebung als Superintendent (in seine Pfarrstelle wurde er aber nach einigen Monaten wieder eingesetzt), im März 1935 zu einer mehrtägigen Inhaftierung. Auch der Hallenser Wingolf schloss Schweitzer, der einst dem „Geschäftsführenden Ausschuss“ des Philisterrates (Bundesvorstand des Verbandes Alter Wingolfiten) angehört hatte, seiner jüdischen Abkunft wegen im Oktober 1935 auf Druck der Nationalsozialisten aus seinen Reihen aus.
Schweitzer wurde 1937 zwangsweise in den vorzeitigen Ruhestand versetzt und zog nach München um, wo er sich einem Kreis um den Verleger Albert Lempp anschloss. 1939 flüchtete er nach Großbritannien, wo er nach Kriegsbeginn als Deutscher zunächst in Oxford interniert wurde. Zur gleichen Zeit wurde er vom Reichssicherheitshauptamt auf die Sonderfahndungsliste G.B. gesetzt, ein Verzeichnis von Personen, die im Falle einer erfolgreichen deutschen Invasion Großbritanniens durch die Sonderkommandos der SS-Einsatzgruppen mit besonderer Priorität ausfindig gemacht und verhaftet werden sollten.  Dank des Einsatzes des Bischofs Bell von Chichester wurde er frei gelassen und unterrichtete sodann junge Emigranten aus Deutschland im Training Centre for Post-War Christian Service in Wistow/Leicester. 
1947 kehrte Schweitzer nach Deutschland zurück und wandte sich bald wieder dem Wingolf zu, der ihn 1950 wieder aufnahm. 1962 wurde er auch noch Mitglied des Bonner Wingolf.
Dank der Unterstützung von Helmuth Schreiner erhielt Schweitzer einen Lehrauftrag für Sozialethik an der Universität Münster. 1949 wurde er erster Leiter der Evangelischen Akademie in Friedewald (Westerwald). Nach seinem Ruhestand 1954 verzog er nach Bonn, wo er an der Universität einen Lehrauftrag für Innere Mission und Sozialethik annahm. 1959 erhielt er das Große Bundesverdienstkreuz.
Schweitzer war verheiratet mit Paula Vogelsang. Aus der Ehe entstammen drei Söhne, darunter der Theologe Wolfgang Schweitzer und der Politikwissenschaftler und SPD-Abgeordnete Carl-Christoph Schweitzer.

## Schriften (Auswahl)
- Unsere Stellung zur Christengemeinschaft. 1923.
- (Hrsg. mit Walter Künneth) Freidenkertum und Kirche. Ein Handbuch. Wichern-Verlag, Berlin-Spandau 1932.
- Luther speaks. Lutterworth Press, London 1947.
- Evangelische Kirche und soziale Gerechtigkeit. Wichern-Verlag, Berlin-Spandau 1950.
- Von Luther zur modernen Industriewelt. Lutherisches Verlagshaus, Berlin 1957.